# Distichodus notospilus
Distichodus notospilus är en fiskart som beskrevs av Günther, 1867. Distichodus notospilus ingår i släktet Distichodus och familjen Distichodontidae. IUCN kategoriserar arten globalt som livskraftig. Inga underarter finns listade i Catalogue of Life.